# Liste der Lieder von ABBA
Diese Liste umfasst die von ABBA veröffentlichten Songs. Die Anzahl der originalen englischsprachigen Versionen beträgt 110 Stück. Rechnet man die Zahl der spanischen und anderen Sprachversionen mit ein, so ergänzt sich die Gesamtzahl auf 133 Stück.

## Alphabetische Übersicht
Legende
- Song: Weil ABBA im Laufe ihrer Karriere oft mehrsprachige Lieder aufgenommen haben, ist diese Liste auf die englischen Versionen und Titel beschränkt. Andere Sprachversionen sind weiter unten angeführt.
- Erstveröffentlichung: Daten beziehen sich auf die jeweils erste datierte Veröffentlichung des jeweiligen Songs auf Tonträger-Medien, nicht aber auf Erstveröffentlichungen im Rahmen einer Fernsehsendung oder im Radio. Da ABBA im Gesamten betrachtet mehr Lieder auf Alben herausgebracht haben, beziehen sich die Angaben, sofern in Klammer nicht anders vermerkt, auf die Erstveröffentlichung im Rahmen des jeweiligen Albums.
- Aufnahme-Sessions: Daten geben an, in welchem Zeitraum an dem jeweiligen Lied gearbeitet wurde. Mögliche außerplanmäßige Arbeiten an Texten, Mischung etc. sind vorbehalten.
- Arbeitstitel: Oftmals bekamen ABBA-Lieder in ihrer Entstehungsphase gewisse Titel, die dann als eigenständiger Song zurückgelegt wurden, während unter einem anderen Namen (meist dem endgültigen Songtitel) weitergearbeitet wurde. Die angeführten Namen können sowohl bloße Arbeitstitel, als auch eigenständige und unveröffentlichte ABBA-Songs darstellen.

| ABC… | Song                                                                    | Erstveröffentlichung         | Aufnahme-Sessions                            | Arbeitstitel                                                       |
| ---- | ----------------------------------------------------------------------- | ---------------------------- | -------------------------------------------- | ------------------------------------------------------------------ |
| A    | Andante, Andante                                                        | 03. November 1980            | 04. Februar 1980 – 12. Oktober 1980          | Hold Me Close                                                      |
| A    | Angeleyes                                                               | 23. April 1979               | 26. Oktober 1978 – 10. November 1978         | Katakusom                                                          |
| A    | Another Town, Another Train                                             | 26. März 1973                | 26. September 1972                           | Contemptation                                                      |
| A    | Arrival                                                                 | 11. Oktober 1976             | 30. August 1976                              | Fiol; Arrival in Darlecarlia                                       |
| A    | As Good as New                                                          | 23. April 1979               | 14. März 1979 – 29. März 1979                | keine                                                              |
| B    | Bang-A-Boomerang                                                        | 21. April 1975               | 16. September 1974 – 16. März 1975           | Stop and Listen to Your Heart                                      |
| B    | Bumblebee                                                               | 05. November 2021            |                                              |                                                                    |
| C    | Cassandra                                                               | 18. Oktober 1982 (B-Seite)   | 02. August 1982 – 25. August 1982            | El Paso                                                            |
| C    | Chiquitita                                                              | 16. Februar 1979 (Single)    | 13. Dezember 1978 – 14. Dezember 1978        | Kalsupare; Three Wise Guys                                         |
| C    | Crazy World                                                             | 01. November 1976 (B-Seite)  | 13. Februar 1975                             | Here Comes Rubie Jamie                                             |
| D    | Dance (While the Music Still Goes On)                                   | 04. März 1974                | 24. September 1973                           | keine                                                              |
| D    | Dancing Queen                                                           | 16. August 1976 (Single)     | 04. August 1975 – 3. Dezember 1975           | Boogaloo                                                           |
| D    | Disillusion                                                             | 26. März 1973                | 14. März 1973                                | keine                                                              |
| D    | Does Your Mother Know                                                   | 23. April 1979               | 06. Februar 1979 – 27. März 1979             | I Can Do It                                                        |
| D    | Don’t Shut Me Down                                                      | 02. September 2021           |                                              | Tina Charles                                                       |
| D    | Dream World                                                             | 28. Oktober 1994             | 27. September 1978 – 28. September 1978      | Dream Land                                                         |
| D    | Dum Dum Diddle                                                          | 11. Oktober 1976             | 19. Juli 1976                                | keine                                                              |
| E    | Eagle                                                                   | 12. Dezember 1977            | 01. Juni 1977 – 10. Oktober 1977             | High High; The Eagle                                               |
| E    | Elaine                                                                  | 21. Juli 1980 (B-Seite)      | 05. Februar 1980 – 29. April 1980            | keine                                                              |
| F    | Fernando                                                                | März 1976                    | 04. August 1975 – 29. September 1975         | Tango                                                              |
| G    | Gimme! Gimme! Gimme! (A Man After Midnight)                             | Oktober 1979 (Single)        | 09. August 1979 – 5. September 1979          | Been and Gone and Done It                                          |
| G    | Gonna Sing You My Lovesong                                              | 04. März 1974                | 13. Dezember 1973                            | I’m Gonna Sing You My Lovesong                                     |
| H    | Happy Hawaii                                                            | 18. Februar 1977 (B-Seite)   | 26. März 1976 – 24. Mai 1976                 | Hawaii                                                             |
| H    | Happy New Year                                                          | 03. November 1980            | 11. Februar 1980 – 25. April 1980            | Daddy Don’t Get Drunk on Christmas Day                             |
| H    | Hasta Mañana                                                            | 04. März 1974                | 18. Dezember 1973                            | Who’s Gonna Love You                                               |
| H    | He Is Your Brother                                                      | November 1972                | 17. Oktober 1972                             | keine                                                              |
| H    | Head over Heels                                                         | 30. November 1981            | 02. September 1981 – 12. November 1981       | Tango                                                              |
| H    | Hey, Hey Helen                                                          | 21. April 1975               | 14. September 1974 – 17. September 1974      | keine                                                              |
| H    | Hole in Your Soul                                                       | 12. Dezember 1977            | 03. August 1977 – 1. November 1977           | High on Your Love; Rock’n’Roll                                     |
| H    | Honey, Honey                                                            | 04. März 1974                | 17. Oktober 1973 – 24. Oktober 1973          | keine                                                              |
| I    | I Am Just a Girl                                                        | 26. März 1973                | 1972/73                                      | ?                                                                  |
| I    | I Am the City                                                           | 01. Juni 1993                | April 1982 – 2. Juni 1982                    | Harry / Hurry                                                      |
| I    | I Can Be That Woman                                                     | 05. November 2021            |                                              |                                                                    |
| I    | I Do, I Do, I Do, I Do, I Do                                            | 21. April 1975               | 21. Februar 1975 – 23. Februar 1975          | keine                                                              |
| I    | I Have a Dream                                                          | 23. April 1979               | 15. März 1979 – 27. März 1979                | Take Me in Your Armpit; I Know a Song                              |
| I    | I Let the Music Speak                                                   | 30. November 1981            | 03. September 1981 – 2. September 1981       | keine                                                              |
| I    | I Saw It in the Mirror                                                  | 26. März 1973                | 27. Februar 1970 (Bearbeitung 15. März 1973) | keine                                                              |
| I    | I Still Have Faith in You                                               | 02. September 2021           |                                              |                                                                    |
| I    | I Wonder (Departure)                                                    | 12. Dezember 1977            | 02. August 1977 – 8. September 1977          | keine                                                              |
| I    | If It Wasn’t for the Nights                                             | 23. April 1979               | 25. Oktober 1978 – 23. März 1979             | Pandemonium                                                        |
| I    | I’m a Marionette                                                        | 12. Dezember 1977            | 19. Juli 1977 – 10. November 1977            | keine                                                              |
| I    | Intermezzo No. 1                                                        | 21. April 1975               | 16. Oktober 1974 – 11. Dezember 1974         | Bach-laten; Honeysuckle Rose; Mama                                 |
| I    | I’ve Been Waiting for You                                               | 08. November 1974 (B-Seite)  | 14. September 1974 – 22. Oktober 1974        | keine                                                              |
| J    | Just a Notion                                                           | 22. Oktober 2021             | 1978, 2017–2021                              |                                                                    |
| K    | Keep an Eye on Dan                                                      | 05. November 2021            |                                              |                                                                    |
| K    | King Kong Song                                                          | 04. März 1974                | 14. November 1973                            | Mr. Sex                                                            |
| K    | Kisses of Fire                                                          | 23. April 1979               | 07. Februar 1979                             | Tidernas Blasning                                                  |
| K    | Knowing Me, Knowing You                                                 | 11. Oktober 1976             | 23. März 1976 – 24. Mai 1976                 | Ring It In; Number One, Number One                                 |
| L    | Lay All Your Love on Me                                                 | 03. November 1980            | 09. September 1980 – 10. Oktober 1980        | Yarrafat                                                           |
| L    | Like an Angel Passing through My Room                                   | 30. November 1981            | 26. Mai 1981 – 13. November 1981             | Another Morning without You; An Angel Walked through My Room       |
| L    | Little Things                                                           | 05. November 2021            |                                              |                                                                    |
| L    | Love Isn’t Easy (But It Sure Is Hard Enough)                            | 26. März 1973                | 14. März 1973                                | keine                                                              |
| L    | Lovelight                                                               | 16. Februar 1979 (B-Seite)   | 24. April 1978 – 16. September 1978          | Hades; Heroes                                                      |
| L    | Lovers (Live a Little Longer)                                           | 23. April 1979               | 25. April 1978 – 5. Juni 1978                | Horn Per                                                           |
| M    | Mamma Mia                                                               | 21. April 1975               | 12. März 1975 – 16. März 1975                | keine                                                              |
| M    | Man in the Middle                                                       | 21. April 1975               | 22. August 1974 – 6. Dezember 1974           | Dance with the Devil                                               |
| M    | Me and Bobby and Bobby’s Brother                                        | 26. März 1973                | 25. Januar 1973                              | keine                                                              |
| M    | Me and I                                                                | 03. November 1980            | 08. September 1980 – 25. September 1980      | Jackass; Piccolino                                                 |
| M    | Medley: Pick a Bale of Cotton / On Top of Old Smokey / Midnight Special | 06. September 1978 (B-Seite) | 06. Mai 1975                                 | keine                                                              |
| M    | Merry-Go-Round                                                          | Juni 1972                    | 29. März 1972                                | keine                                                              |
| M    | Money, Money, Money                                                     | 11. Oktober 1976             | 17. Mai 1976                                 | keine                                                              |
| M    | Move On                                                                 | 12. Dezember 1977            | 04. August 1977 – 10. Oktober 1977           | Yippee Yay; Big John; Joanne; Love for Me Is Love Forever          |
| M    | My Love, My Life                                                        | 11. Oktober 1976             | 20. August 1976 – 30. August 1976            | Monsieur, Monsieur                                                 |
| M    | My Mama Said                                                            | 04. März 1974                | 16. Oktober 1973                             | Turn Out the Light                                                 |
| N    | Nina, Pretty Ballerina                                                  | 26. März 1973                | 17. Oktober 1972 – 2. November 1972          | keine                                                              |
| N    | No Doubt about It                                                       | 05. November 2021            |                                              |                                                                    |
| O    | Ode to Freedom                                                          | 05. November 2021            |                                              |                                                                    |
| O    | On and On and On                                                        | 03. November 1980            | 12. Februar 1980 – 24. April 1980            | Ess es vad det svänger när man spelar jazz; Till the Night Is Gone |
| O    | One Man, One Woman                                                      | 12. Dezember 1977            | 18. Juli 1977 – 10. November 1977            | Sjömansvisa                                                        |
| O    | One of Us                                                               | 30. November 1981            | 21. Oktober 1981 – 13. November 1981         | Nummer 1; Mi Amore                                                 |
| O    | Our Last Summer                                                         | 03. November 1980            | 04. Juni 1980 – 8. Oktober 1980              | keine                                                              |
| P    | People Need Love                                                        | Juni 1972                    | 29. März 1972 – 5. April 1972                | keine                                                              |
| P    | Put On Your White Sombrero                                              | 28. Oktober 1994             | 09. September 1980                           | Spansk II; Big Party on Mallorca; Padre                            |
| R    | Ring Ring (englische Version)                                           | 19. Februar 1973 (SE-Single) | 10. Januar 1973 – 17. Januar 1973            | Klocklat                                                           |
| R    | Rock Me                                                                 | 21. April 1975               | 18. Oktober 1974 – 21. Oktober 1974          | Didn’t I; Baby                                                     |
| R    | Rock’n’Roll Band                                                        | 26. März 1973                | 30. August 1972 – 26. September 1972         | The Rock’n’Roll Band                                               |
| S    | Santa Rosa                                                              | November 1972 (B-Seite)      | 21. März 1972                                | I’d Give Anything to Be Back Home in Santa Rosa                    |
| S    | She’s My Kind of Girl                                                   | März 1970 (Japan)            | November – Dezember 1969                     | keine                                                              |
| S    | Should I Laugh or Cry                                                   | 07. Dezember 1981 (B-Seite)  | 04. September 1981 – 2. Oktober 1981         | Underbar                                                           |
| S    | Sitting in the Palmtree                                                 | 04. März 1974                | 18. Dezember 1973                            | keine                                                              |
| S    | Slipping through My Fingers                                             | 30. November 1981            | 16. März 1981 – 13. November 1981            | keine                                                              |
| S    | So Long                                                                 | 08. November 1974 (Single)   | 22. August 1974 – 22. Oktober 1974           | keine                                                              |
| S    | Soldiers                                                                | 30. November 1981            | 15. Oktober 1981 – 14. November 1981         | 15:e Oktober-laten; Peasants                                       |
| S    | SOS                                                                     | 21. April 1975               | 22. August 1974 – 17. September 1974         | Turn Me On                                                         |
| S    | Summer Night City                                                       | 06. September 1978 (Single)  | 29. Mai 1978 – 10. August 1978               | Kalle skändare                                                     |
| S    | Super Trouper                                                           | 03. November 1980            | 03. Oktober 1980 – 14. Oktober 1980          | Blinka lilla stjärna                                               |
| S    | Suzy-Hang-Around                                                        | 04. März 1974                | 16. Oktober 1973                             | Where the Sunshine Is                                              |
| T    | Take a Chance on Me                                                     | 12. Dezember 1977            | 03. August 1977 – 1. November 1977           | Billy Boy                                                          |
| T    | Thank You for the Music                                                 | 12. Dezember 1977            | 21. Juli 1977 – 7. November 1977             | keine                                                              |
| T    | That’s Me                                                               | 16. August 1976 (B-Seite)    | 24. März 1976                                | Coachman’s Farm                                                    |
| T    | The Day Before You Came                                                 | 18. Oktober 1982             | 20. August 1982                              | Den lidande fågeln                                                 |
| T    | The King Has Lost His Crown                                             | 23. April 1979               | 17. August 1978 – 22. September 1978         | Belsebub                                                           |
| T    | The Name of the Game                                                    | 17. Oktober 1977 (Single)    | 31. Mai 1977 – 16. September 1977            | A Bit of Myself                                                    |
| T    | The Piper                                                               | 03. November 1980            | 06. Februar 1980 – 7. Oktober 1980           | Ten Tin Soldiers; Sherwood; Äntligen krig                          |
| T    | The Visitors                                                            | 30. November 1981            | 22. Oktober 1981 – 4. November 1981          | Den första                                                         |
| T    | The Way Old Friends Do                                                  | 03. November 1980            | November 1979 – 11. Oktober 1980             | keine                                                              |
| T    | The Winner Takes It All                                                 | 21. Juli 1980 (Single)       | 02. Juni 1980 – 18. Juni 1980                | The Story of My Life                                               |
| T    | Tiger                                                                   | 11. Oktober 1976             | 19. Juli 1976 – 20. Juli 1976                | I Am a Tiger; I Am the Tiger                                       |
| T    | Tropical Loveland                                                       | 21. April 1975               | 21. Februar 1975                             | Reggae                                                             |
| T    | Two for The Price of One                                                | 30. November 1981            | 16. März 1981 – 13. November 1981            | keine                                                              |
| U    | Under Attack                                                            | Dezember 1982                | 02. August 1982 – 26. August 1982            | keine                                                              |
| V    | Voulez-Vous                                                             | 23. April 1979               | 01. Februar 1979 – 19. März 1979             | Song X; Amerika                                                    |
| W    | Watch Out                                                               | 04. März 1974                | 17. Dezember 1973                            | keine                                                              |
| W    | Waterloo                                                                | 04. März 1974                | 17. Dezember 1973 – 20. Januar 1974          |                                                                    |
| W    | What About Livingstone                                                  | 04. März 1974                | 17. Oktober 1973                             | Baby; I Won’t Come Back                                            |
| W    | When All Is Said and Done                                               | 30. November 1981            | 16. März 1981 – 13. November 1981            | keine                                                              |
| W    | When I Kissed the Teacher                                               | 11. Oktober 1976             | 14. Juni 1976                                | Rio de Janeiro                                                     |
| W    | When You Danced with Me                                                 | 05. November 2021            |                                              |                                                                    |
| W    | Why Did It Have to Be Me                                                | 11. Oktober 1976             | 27. August 1976 – 3. September 1976          | keine                                                              |
| Y    | You Owe Me One                                                          | Dezember 1982 (B-Seite)      | April 1982 – 3. Mai 1982                     | Kamelo                                                             |

## Spanische Lieder
Legende
- Song: betrifft den spanischen Titel des jeweiligen Liedes.
- Originaltitel: führt den Namen des englischen Originals an.
- Erstveröffentlichung: bezieht sich auf die Erstveröffentlichung der spanischen Version des Liedes als Single oder im Rahmen eines Albums! (Hinweis: Die im Oktober 1980 und November 1981 aufgenommenen Titel wurden zunächst nur in spanischsprachigen Ländern auf den Alben Super Trouper und The Visitors – im Austausch gegen die jeweiligen englischen Versionen – veröffentlicht. Die spanische Version von Ring Ring erblickte erst 1994 im Rahmen der remasterten Version des Albums ABBA Oro – Grandes Éxitos das Licht der Öffentlichkeit.)
- Aufnahme-Sessions: beziehen sich auf die Entstehungsphase der spanischen Versionen. Aufgrund der parallelen Aufnahmephase der Songs in verschiedenen Sprachen ist es möglich, dass sich einige Daten mit jenen der englischen Original-Versionen überschneiden.

| ABC… | Song                                | Originaltitel                               | Erstveröffentlichung  | Aufnahme-Sessions                |
| ---- | ----------------------------------- | ------------------------------------------- | --------------------- | -------------------------------- |
| A    | Al andar                            | Move On                                     | 23. Juni 1980         | 07. Januar 1980 – 8. Januar 1980 |
| A    | Andante, Andante                    | Andante, Andante                            | Dezember 1980         | Oktober 1980                     |
| C    | Chiquitita                          | Chiquitita                                  | Mai 1979 (Single)     | 08. März 1979                    |
| C    | Conociendome, conociendote          | Knowing Me, Knowing You                     | 23. Juni 1980         | 07. Januar 1980 – 8. Januar 1980 |
| D    | ¡Dame! ¡Dame! ¡Dame!                | Gimme! Gimme! Gimme! (A Man After Midnight) | Februar 1980 (Single) | 07. Januar 1980 – 8. Januar 1980 |
| E    | Estoy soñando                       | I Have a Dream                              | Ende 1979 (Single)    | 02. Oktober 1979                 |
| F    | Felicidad                           | Happy New Year                              | Dezember 1980         | Oktober 1980                     |
| F    | Fernando                            | Fernando                                    | März 1980 (Single)    | 07. Januar 1980 – 8. Januar 1980 |
| G    | Gracias por la música               | Thank You for the Music                     | März 1980 (B-Seite)   | 07. Januar 1980 – 8. Januar 1980 |
| H    | Hasta Mañana                        | Hasta Mañana                                | 23. Juni 1980         | 07. Januar 1980 – 8. Januar 1980 |
| L    | La reina del baile / Reina danzante | Dancing Queen                               | 23. Juni 1980         | 07. Januar 1980 – 8. Januar 1980 |
| M    | Mamma Mia                           | Mamma Mia                                   | 23. Juni 1980         | 07. Januar 1980 – 8. Januar 1980 |
| N    | No hay a quien culpar               | When All Is Said and Done                   | Dezember 1981         | 24. November 1981                |
| R    | Ring Ring                           | Ring Ring                                   | 12. Juli 1994         | 23. Juli 1973                    |
| S    | Se me esta escapando                | Slipping Through My Fingers                 | Dezember 1981         | 24. November 1981                |

## Sonstige Sprachversionen
| ABC… | Song                                             | Englischer Titel                                       | Erstveröffentlichung       | Aufnahme-Sessions                   |
| ---- | ------------------------------------------------ | ------------------------------------------------------ | -------------------------- | ----------------------------------- |
| A    | Åh, vilka tider – Schwedisch                     | Keiner (deutsche Übersetzung: „Das waren noch Zeiten“) | 14. Februar 1973 (B-Seite) | 07. Juni 1972                       |
| H    | Honey, Honey – Schwedisch                        | Honey, Honey                                           | 04. März 1974 (B-Seite)    | 17. Oktober 1973 – 30. Januar 1974  |
| R    | Ring, ring (bara du slog en signal) – Schwedisch | Ring Ring                                              | 14. Februar 1973 (Single)  | 10. Januar 1973 – 17. Januar 1973   |
| R    | Ring Ring – Deutsch                              | Ring Ring                                              | 1973 (Single)              | 23. Juli 1973                       |
| W    | Waterloo – Schwedisch                            | Waterloo                                               | 04. März 1974              | 17. Dezember 1973 – 20. Januar 1974 |
| W    | Waterloo – Deutsch                               | Waterloo                                               | 1974 (Single)              | 15. März 1974                       |
| W    | Waterloo – Französisch                           | Waterloo                                               | 1974 (Single)              | 18. April 1974                      |
| W    | Wer im Wartesaal der Liebe steht – Deutsch       | Another Town, Another Train                            | 1973 (B-Seite)             | 23. Juli 1973                       |